# Joseph Malkin
Joseph Malkin (Mahiliou, (Belarús), 24 de setembre, 1879 - Nova York, USA, 1 de setembre, 1969),va ser un violoncel·lista i pedagog musical rus nord-americà. Va ser germà del violinista Jacques Malkin (1876–1964) i del pianista Manfred Malkin (1884–1966), amb qui va actuar sovint al "Malkin Trio".

## Biografia
Nascut a la família de Friedman Malkin i Golda Farberova. Va començar a estudiar música a Odessa amb l'especialista txec Ladislav Alois, i el 1895-1898 va estudiar al Conservatori de París amb Henri Rabaud. Al tombant dels segles XIX i XX, va donar concerts per tot Europa a duet amb el seu germà Jacques i com a part d'un trio de piano familiar amb els dos germans. El 1902-1908 va ser solista de l'Orquestra Filharmònica de Berlín, i també va tocar en un trio de piano amb el concertista de l'orquestra Anton Witek i la seva dona Vita Witek. A partir de 1908 va actuar com a membre del Quartet de Brussel·les sota la direcció de Franz Schörg. Després de l'esclat de la Primera Guerra Mundial el 1914, va rebre l'oportunitat de marxar d'Alemanya cap als Estats Units (com afirma Gdal Saleski, gràcies al patrocini personal del mariscal de camp Moltke).
El 1914-1919, va ser el primer violoncel de l'Orquestra Simfònica de Boston, el 1919-1922 -de l'Orquestra Simfònica de Chicago; Durant el mateix període, va participar en el trio restaurat amb els cònjuges Witek i amb els seus germans, i el 1928 va gravar el trio de piano de Bedřich Smetana a la segona de les alineacions. El 1924-1925 va acompanyar la gira de la cantant Geraldine Farrar. El 1925-1927 - fou el primer violoncel de l'Orquestra Simfònica de Nova York.
El 1933-1943, Malkin es dedicà principalment a la docència, fundant, amb la participació dels seus germans, el "Malkin Conservatory" de Boston, famós, en particular, pel fet que Arnold Schoenberg hi ensenyava durant el primer curs acadèmic. Després del tancament del conservatori, Malkin va ser violoncel principal de la Filharmònica de Nova York de 1943 a 1949.
La seva germana fou la cantant d'òpera (soprano) Beata Malkin (1892-1973).